# Kościół św. Rocha w Kolnovicach
Kościół św. Rocha w Kolnovicach (czes. Kostel svatého Rocha) – rzymskokatolicki kościół filialny zlokalizowany we wsi Kolnovice w kraju ołomunieckim (Czechy). Należy do parafii w Mikulovicach.
Wieś początkowo należała do parafii w Ondřejovicach, natomiast od 1672 do dziś przynależy do parafii w Mikulovicach. Odległość od kościoła parafialnego była na tyle duża, że mieszkańcy wsi zabiegali o budowę świątyni na miejscu. W 1935 wmurowano kamień węgielny. Poświęcenie nowego kościoła nastąpiło w maju 1938.

## Galeria

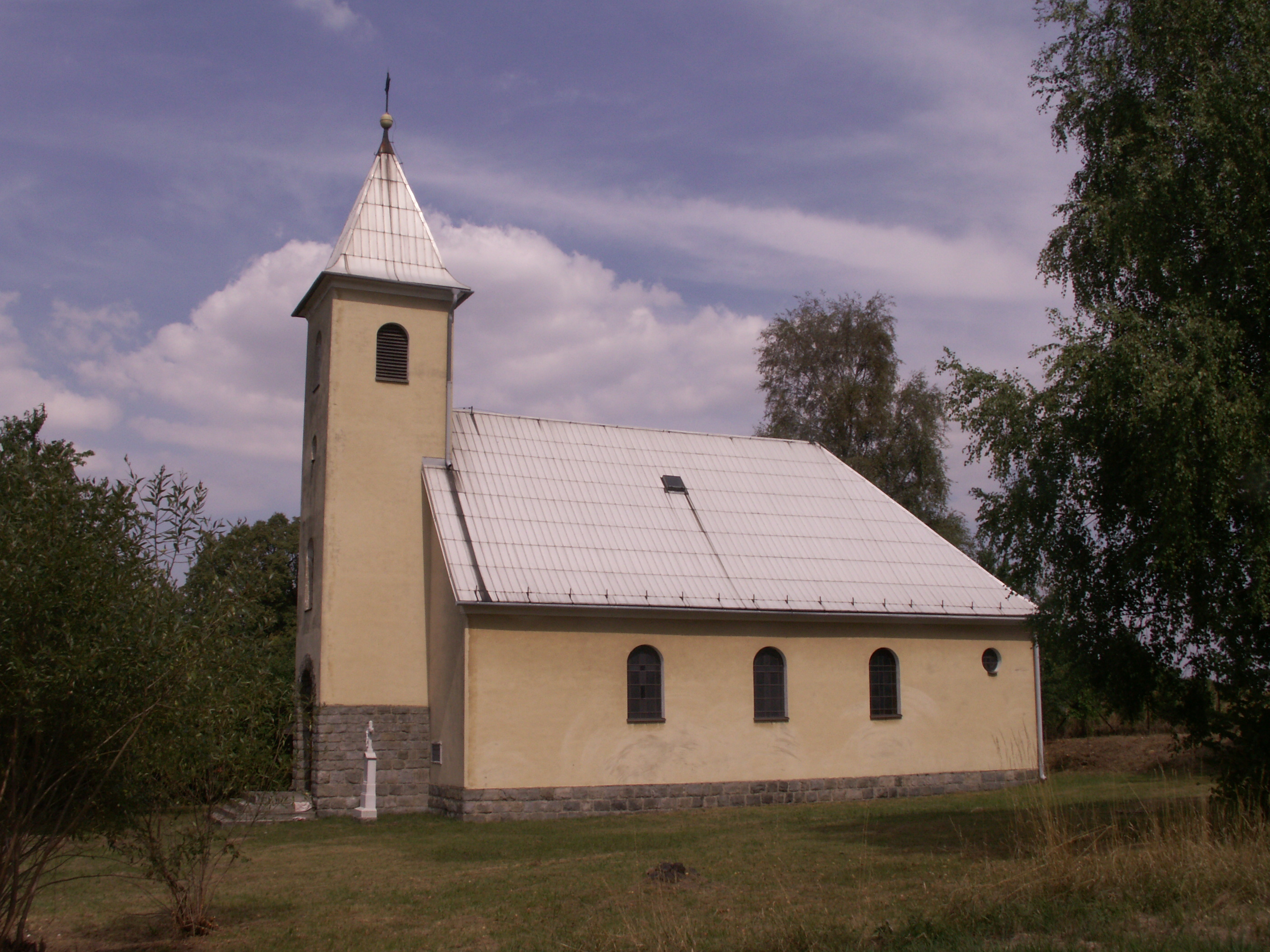
Elewacja boczna
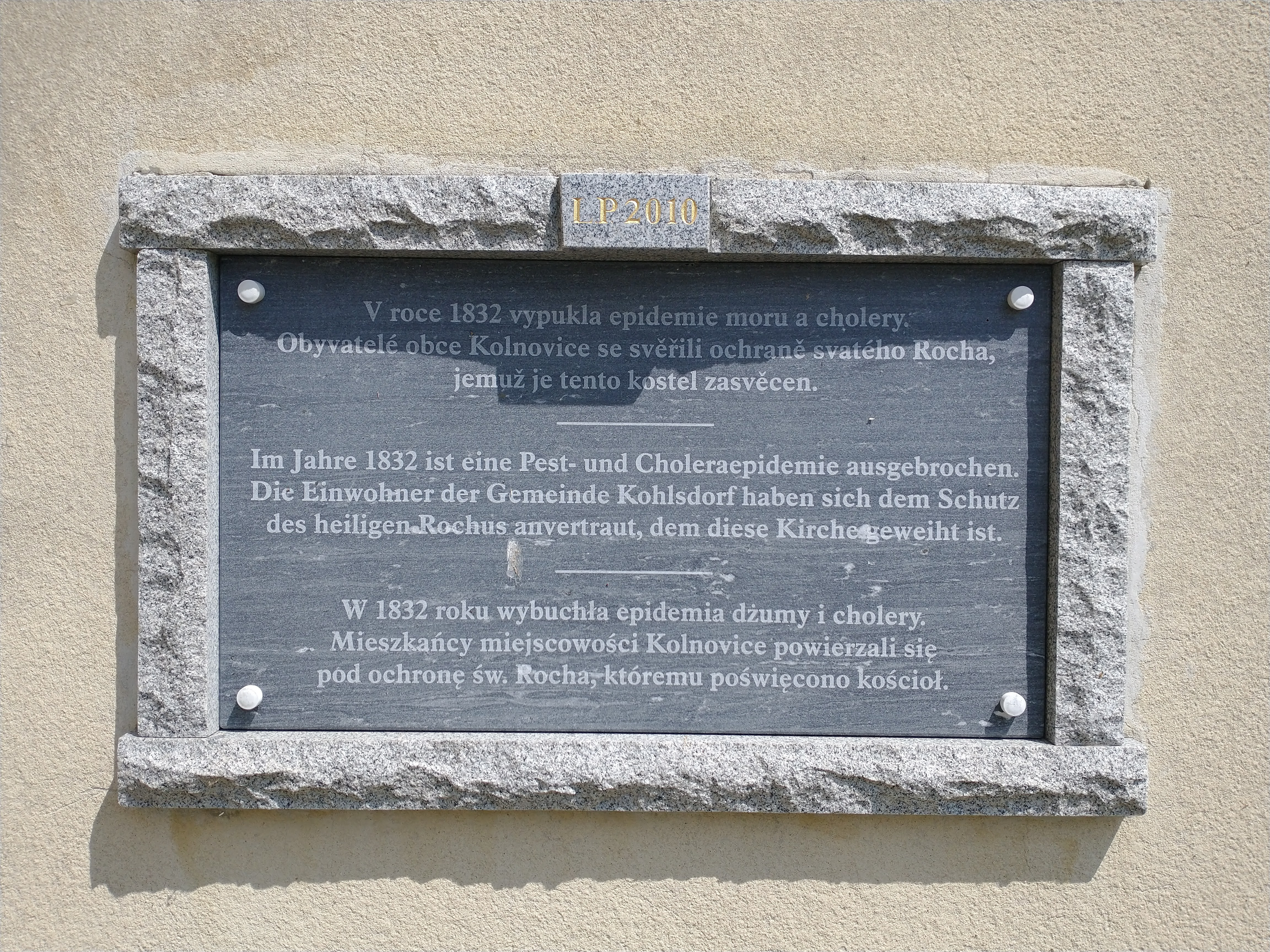
Tablica pamiątkowa
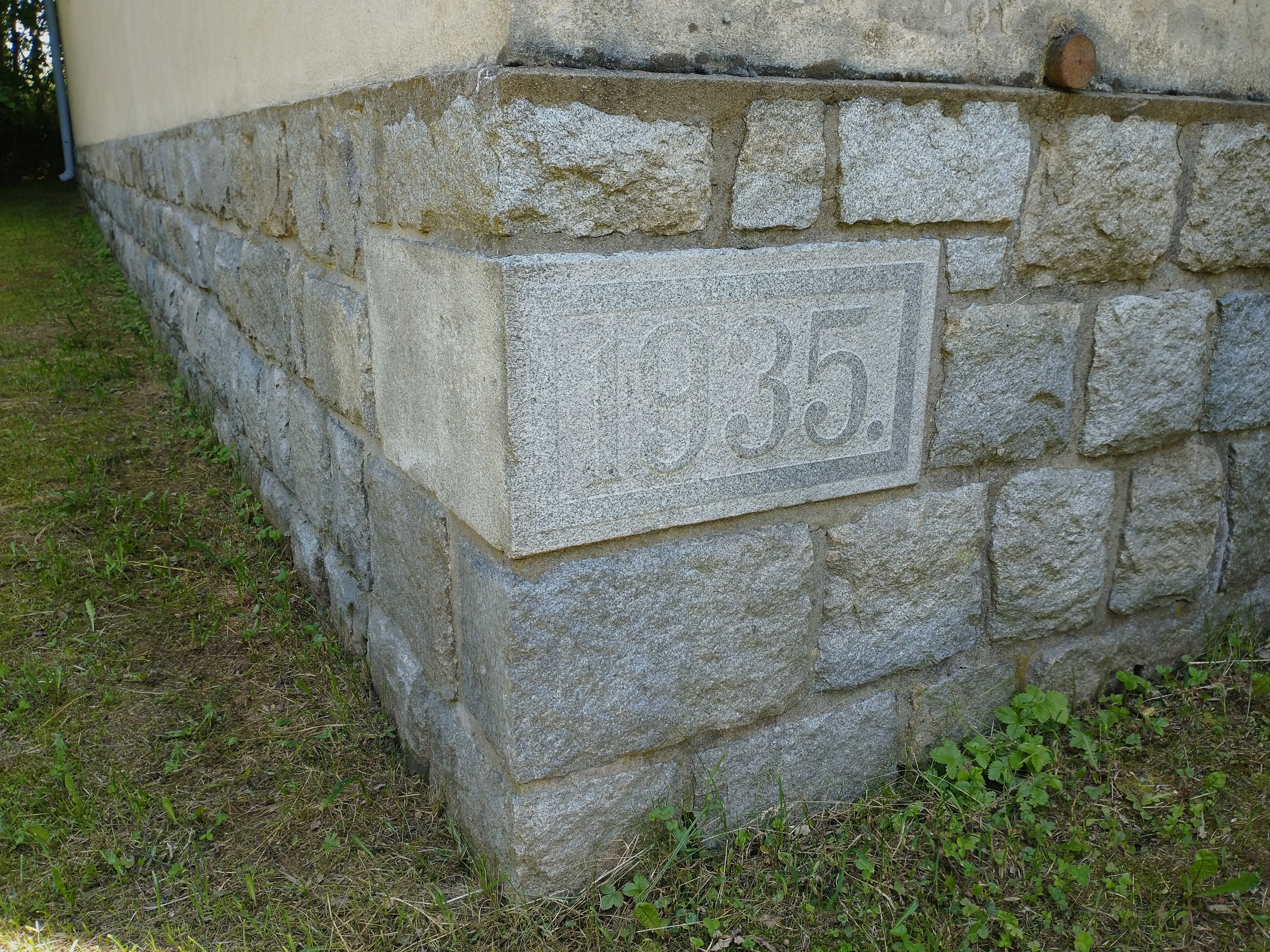
Kamień węgielny